# Sagittaria tengtsungensis
Sagittaria tengtsungensis är en svaltingväxtart som beskrevs av Hen Li. Sagittaria tengtsungensis ingår i släktet pilbladssläktet, och familjen svaltingväxter. Inga underarter finns listade.